# Caboolture
Caboolture est une ville du Queensland en Australie à 50 kilomètres au nord de Brisbane. En 2006, elle comptait 17 739 habitants.
Le nom de la ville est d'origine aborigène et signifie « l'endroit des serpents tapis » une espèce de pythons qui était abondante dans la région et dont se nourrissaient les aborigènes Kabi.
La ville de Caboolture est réputée des voyageurs pour la récolte des fraises de mars à novembre et pour les ananas (un peu plus au nord sur Beerburrum) de février à novembre.